# Мейхем
„Мейхем“ (на английски: Mayhem, в превод „поразии“, „хулиганство“ или „хаос“) е норвежка блек метъл група, основана през 1984 г. в Осло от Ойстейн Аарсет. Групата се счита за една от основополагащите в блек метъла. Ранната кариера на групата е силно противоречива, не само заради концертните им изпълнения, но и заради самоубийството на вокалиста Пер Ингве Олин през 1991 г. и убийството на китариста Аарсет от бившия член на групата Варг Викернес (Бурзум).

## История

### Ранни години (1984 – 1988)
Решил да твори музика в стила на Venom (но далеч по-екстремна), Ойстейн набързо събира шайка съмишленици. След като е решено името на новата група да е Mayhem, Ойстейн решава, че и самите музиканти трябва да имат прякори по подобие на идолите му от Venom. Ойстейн се назовава Дистръктър (Destructor), а басистът Йорн Стуберуд си избира гръмкия псевдоним Некробъчър (Necrobutcher). Скоро към тях се присъединява барабанистът Менхайм, a Дистръктър сменя прякора си на Евронимус. Според самия Ойстейн въпросното название е с гръцки произход и ще рече „принц на смъртта“.
Две години по-късно започва същинската музикална дейност на групата. Заедно с вокалиста Messiah, Mayhem свирят на живо кавъри на Venom и Celtic Frost, като същевременно записват първите си авторски демота – „Voice of a Tortured Skull“ и „Pure Fucking Armageddon“. През 1987 е записано легендарното EP „Deathcrush“, като вокалите изпълнява изродът Маниак (с истинско име Свен Ерик Кристиансен). Мини-албумът е издаден от лейбъла Posercorpse Records, при това в нищожно малък тираж.

Небезизвестният Бард „Фост“ Ейтун (Emperor) коментира записа така: 
| “ | „Mayhem още тогава бяха групата, която всеки трябваше да чуе, но която много малко хора чуха. Deathcrush бе може би най-бруталният албум, правен до момента.“ | ” |

 С помощта на култовото ъндърграунд списание Slayer, Mayhem стъпка по стъпка се изкачват към трона на норвежкия блек метъл.

### С Дед (1988 – 1991)
През 1988 г. състава напускат барабанистът Менхайм и вокалистът Маниак, на чиито места застават съответно Торбен Груе и Китил Китилсен от познатата на Евронимус група Vommit. Присъствието им в състава на групата е краткотрайно и скоро зад барабаните сяда Хелхамър (или още Ян Бломберг), а новият глас на Mayhem става Дед (Пер Ингве Олин). Последният е повикан от Евронимус от шведската група Morbid, с която Mayhem неотдавна поддържат връзка. С това е установен легендарният състав на групата, с който са издадени и най-великите им творби. Записани са две песни за някаква компилация, а именно: „The Freezing Moon“ и „Carnage“. По това време Дед вече е написал текстовете за „De Mysteriis Dom Sathanas“, но групата междувременно предпочита да наблегне на концертните изяви. Първият им официален концерт е организиран от стария боен другар Metalion в Sarpsborg. Преди началото на шоуто, Mayhem нанизват прясно одрани свински глави на колове около сцената, като донесените за целта от Дед били предварително заровени, за да имат възможността да загният. Същото се отнася и за дрехите на вокалиста. За капак на всичко, Дед непрекъснато се стреми да си причинява физически поражения докато е на сцената и да я оплисква с кръвта си. Между песните вдишва от плик, пълен с разложени птичи останки, за да усети отблизо смъртта и да я пресъздаде в музиката си. Въпросният концерт е посетен от членове на някои от най-влиятелните впоследствие блек групи – Immortal, Darkthrone, Emperor. С това биват загатнати за пръв път стандартите, към които за вбъдеще ще се придържат Mayhem, и които много други ще възприемат не само като сценично поведение, но и като убеждения и взаимоотношения.
Макар Mayhem да се радват на все по-широка популярност сред феновете на екстремния метъл, финансовото им състояние е трагично. По време на немското си турне през 1990 те записват лайв-албума „Live In Leipzig“, след което влизат в студио, за да работят по първия си дългосвирещ проект „De Mysteriis Dom Sathanas“. Нещата, като че ли се оправят, но скоро едно знаменателно събитие едва не слага край на групата. На 8 април 1991 г., след пространен разговор с приятелите си на тема „самоубийство“ Дед се отправя към дома си. Там той прерязва вените си и вместо да дочака смъртта от обезкървяване, си пръсва черепа с пушка (най-вероятно предоставена му от Варг Викернес). Евронимус не след дълго идва да го потърси и заварвайки трупа, решава да свърши едно-друго преди да викне полицията. Като за начало, китаристът донася фотоапарата си и заснема безжизненото тяло на Дед (впоследствие тази снимка послужва за обложка на албума „The Dawn of Black Hearts“) в цялата му мъртвешка красота (включително и с разпиления по стената мозък, окървавените дрехи и др.). Басиста Некробъчър казва как е научил за смъртта му:
| “ | Ойстейн ми се обади на следващия ден... и каза: „Дед направи нещо много яко! Той се самоуби!“ Предположих, че нещо не е добре. В какъв смисъл много яко? Той ми каза: „Спокойно, имам снимки на всичко.“ Бях в шок и скръб. Той си мислеше как да ги използва. За това му отговорих: „Добре, не ми се обаждай повече преди да си унищожил тези снимки“. | ” |

Говори се, че след това Евронимус избира парчета от разтрошения череп на вокалиста, за да изработи от тях гердани за себе си и Хелхамър. Това звучи далеч по-истинно от приказките, че освен това събрал и част от мозъка на непрежалимия Дед, изяждайки го по-късно в негова чест.

### De Mysteriis Dom Sathanas и разпад (1991 – 1994)
Скоро след смъртта на Дед, Некробъчър напуска състава по неизяснени причини. Останали сами, Хелхамър и Евронимус се свързват със Стиян Олултус от групата Perdition Hearse, привличайки го като басист и вокалист в Mayhem. Той не след дълго напуска групата, заради което Евронимус и приятелят му Варг разбиват с взлом дома му. По това време Евронимус основава лейбъла Deathlike Silence Productions, чрез който издава първото LP на Merciless и преиздава легендарното Deathcrush EP. Евронимус също така подкрепя и нов блек метъл проект под името Burzum, зад който стои старият му познайник Варг Викернес. Междувременно Darkthrone издават един от най-влиятелните за норвежкия блек метъл албуми – „A Blaze In The Northern Sky“, посвещавайки го на Евронимус. Нещата с Mayhem се забавят: Хелхамър създава групата Arcturus, а Евронимус отваря музикалния магазин „Helvete“ (което ще рече „ад“). Магазинът се превръща в сборище на величия като Enslaved, Emperor, Darkthrone и Immortal, а Варг често преспива в мазето по време на посещенията си в Осло. Евронимус е признат от блек музикантите за тартор и всички се отнасят с голямо уважение към него.
1992 бележи основаването на норвежката метъл сцена, като същевременно са извършени редица палежи на църкви от страна на музикантите-сатанисти или на запалените им последователи. През 1994 г. излиза и дългоочакваният първи студиен запис на Mayhem – „De Mysteriis Dom Sathanas“, превърнал се в истинска блек метъл класика. Басът тук е в ръцете на Викернес, а Атила Чихар изпълнява вокалите. Албумът е приет с възторг от феновете на екстремната музика. След издаването му към състава на Mayhem е приобщен и втория китарист Блекторн.
Магазинът и лейбълът на Евронимус процъфтяват и последният всеки ден подписва договори с разни млади групи. Бъдещето изглежда розово, но отношенията между него и Варг постепенно се изострят, за да се превърнат в чиста омраза. Варг завижда на успеха на Mayhem, а от своя страна Евронимус се опасява да не би набиращият сила Burzum да засенчи собствената му група и прави всичко възможно да забави издаването на втория албум на Burzum – „Det som engang var“. На 10 август 1993 г. разяреният Варг нахлува в дома на Евронимус, заведен там от Блекторн. Варг пробожда Евронимус 23 пъти с нож, след което е арестуван и осъден на най-тежката присъда в Норвегия – 21 години затвор (Варг е освободен през 2009 г.). Блекторн е обвинен в съучастие в убийство и получава 8 години затвор. Лидерът на норвежкия ъндърграунд е мъртъв и екстремното общество се разделя на две – в подкрепа на Варг и в подкрепа на загиналия тъмен принц. Mayhem се разпада, след като единствен в групата остава Хелхамър.

### Завръщане (1995 – 2004)
В края на 1995 г. Хелхамър възстановява групата с новия китарист Бласфемър и двама предишни членове: Маниак и Некробъчър. Въпреки известни спорове и скептицизъм за реформиране без Евронимус, групата се завръща към активна дейност, като се започва от излезлия през 1997 г. Wolf's Lair Abyss. Расистките изявления на Хелхамър против междурасовите бракове и чудженците в Норвегия, както и използването на знамена със свастики и емблемата на 3-та СС дивизия Тотенкопф, водят до обвинения на групата в неонацизъм.
Също така той заявява, че никой от състава на групата не е сатанист и че музиката на Мейхем все още е мрачна, но не е сатанинска. Втория албум на групата, Grand Declaration of War, излиза през 2000 г. Силно е повлиян от прогресив и авангардния метъл, албума е концептуален, а темите в него са война и пост-апокалиптично унищожение. Маниак до голяма степен зарязва традиционното блек метъл стържене за сметка на драматичен монолог, който продължава в следващата песен.
Мейхем попадат във вестниците отново през 2003 г., когата фен е приет в болница с фрактура на черепа, след като е ударен от овча глава, хвърлена в публиката. През 2004 г. излиза албума Chimera, като в него се забелязва завръщане към първоначалния суров звука на групата. По-късно същата година Маниак напуска групата. Според Некробъчър причината е неговият алкохолизъм, който се дължи на сценична треска. Поради това възниква спор между Маниак и Бласфемър, като последния го изритва надолу по стълбите. Атила Чихар е представен като нов вокалист.

### Ordo Ad Chao (2004 – 2008)
Четвъртият албум Ordo Ad Chao, излиза през април 2007 г. Съдържа по-суров звук от досегашните албуми на групата. Достига 12-о място в норвежката класация. В началото на 2008 г. печели награда Spellemannprisen на норвежките музикални награди за най-добър метъл албум на 2007 г. През април 2008 г. Бласфемър заявява желанието си да напусне Мейхем. Въпреки това, той взима участие в европейските концерти на групата като последното му участие е през август. След това се присъединява към португалската група Ava Inferi.

### Настояще и Esoteric Warfare (2009– )
През ноември 2009 г. всички членове на групата са задържани от полицията в Тилбург, Холандия, след като са изпотрошили хотелска стая. Норвежкия китарист Телох заменя Силмает през февруари 2011 г. и свири с групата преди да напусне на следващата година. Според Некробъчър групата работи по нов албум. В публикация на Хелхамър в официалната страница на Мейхем във Facebook (от 2 август 2013 г.), групата „записва барабаните за новия албум, 7 песни са готови, остават 6“.
През ноември 2013 г. албумът е миксиран, датата на излизане трябва да бъде в началото на 2014 г. На 18 февруари 2014 г. става ясно, че новия албум на Мейхем ще излезе през май, а песента от него „Psywar“ е пусната в интернет. В края на февруари е обявено името на албума, Esoteric Warfare, както и че ще излезе на 6 юни.
През януари 2015 г. групата е на турнето „Black Metal Warfare“ в САЩ, заедно с Watain и Revenge. През ноември същата година към втората част на турнето се присъединява и Rotting Christ.

## Състав
| Сегашни членове - Некробъчър – бас (1984 – 1991; 1995– ) - Хелхамър – барабани (1988 – 1993; 1995– ) - Атила Чихар – вокали (1992 – 1993; 2004– ) - Телох – китара (2011– ) - Гъл – китара (2012– ) |  | Предишни членове - Евронимус – китара (1984 – 1993) - Менхайм – барабани (1984 – 1988) - Дед – вокали (1988 – 1991) - Маниак – вокали (1987 – 1988; 1995 – 2004) - Бласфемър – китара (1995 – 2008) - Торбен Груе – барабани (1988) - Китил Китилсен – вокали (1988) - Граф Гришнах – бас (1992 – 1993) |

## Дискография
| - De Mysteriis Dom Sathanas – (1994) - Grand Declaration of War – (2000) - Chimera – (2004) - Ordo Ad Chao – (2007) - Esoteric Warfare – (2014) - Daemon – (2019) - Pure Fucking Armageddon – (1986) - Deathrehearsal – (1987) - Out From The Dark – (1996) (записан през 1991) - Life Eternal – (2009) - Tribute to The Black Emperors (split with MORBID) – (1994) - Necrolust/Total Warfare (split with Zyklon-B) – (1999) - Freezing Moon/Jihad (split with Meads of Asphodel) – (2002) | - European Legions and U.S. Legions – (2001) - The Studio Experience – (2002) - Legions of War – (2003) - Deathcrush – (1987) - Wolf's Lair Abyss – (1997) - Live in Leipzig – (1993) - Dawn Of The Black Hearts – (1995) - Mediolanum Capta Est – (1999) - Live In Marseille – (2001) |

## Мейхем в България
- 30 май 2010 – София[1]
- 11 април 2017 – София[2]